# Châtelot

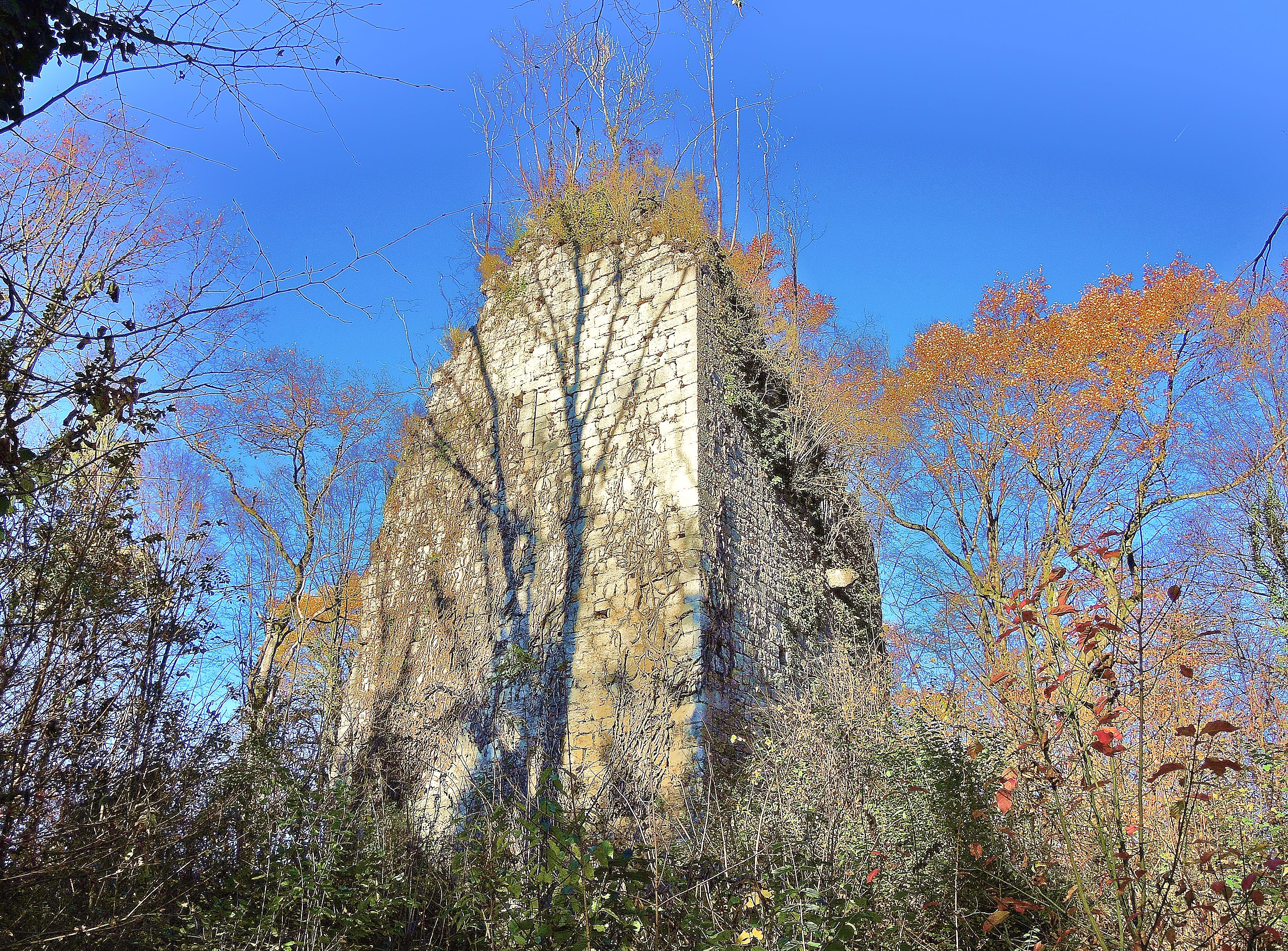
Tour médiévale, vue côté sud.

Châtelot est une ancienne seigneurie situé au sud-ouest de la seigneurie de Montbéliard (Doubs). 
La Seigneurie de Châtelot était partie intégrante de la Principauté de Montbéliard. Elle regroupait les villages de Châtelot, Colombier-Châtelot, Blussans, Blussangeaux, Lougres, Bretigney, Beutal, Longevelle, Colombier-Fontaine, Echelotte, Montenois (en mi-partie avec celle de granges) et Saint-Maurice (son chef-lieu). Le Doubs traversait d'est en ouest la terre de Châtelot en son centre.

## Histoire
À l'origine cette seigneurie se divisait en deux parties, l'une de Belmont et l'autre du Châtelot dont le château et le village furent détruits en 1477 par les armées de Louis XI. Une maison noble de nom et d'armes possédait la dernière et y avait tous les droits de justice. Le premier nom connu est Robert de Belmont qui figure comme témoin aux premières donations qui furent faites à l'abbaye de Rosière en 1155. Plus tard on retrouve Pierre de Belmont et ses fils Hugues et Humbert et en 1362 et 1378 Guillaume, écuyer puis chevalier, sire de Belmont occupait le poste de bailli général du  comté de Bourgogne. Dans le milieu du XVe siècle Pierre de Quingey possédait le fief de la seigneurie du Châtelot, sa veuve, Béatrix de Rye, datait un acte de son château du Châtelot le 28 octobre 1466.

### La maison de Neuchâtel-Bourgogne
Depuis longtemps la seigneurie du Châtelot avait fait partie des domaines de la maison de Neuchâtel-Bourgogne avec celles d'Héricourt, de Blamont et de Clémont. Dès 1294 le seigneur de Neuchâtel-Bourgogne se déclarait homme-lige du comte Renaud de Bourgogne et reconnaissait tenir de lui son fief du Châtelot entre autres. Plus tard l'archiduc de Bourgogne l'avait vendue à Thiébaud VI de Neuchâtel-Bourgogne en 1377 pour la somme de 11200 florins d'or sous réserve de rachat et du droit d'ouverture au château pour eux et leurs gens, à toute réquisition.
En 1505 avec la mort de Guillaume de Neuchâtel-Bourgogne, dernier mâle de cette maison, les comtes de Fürstenberg et de Werdemberg (ou Verdemberg), qui avaient épousé les filles de Claude de Neuchâtel-Bourgogne, frère ainé de Guillaume, vinrent réclamer à main armée les riches seigneuries qui composaient la succession en violation des termes du testament de Thiébaud IX de Neuchâtel-Bourgogne. Ce dernier, décédé en 1469, stipulait dans ses dernières volontés que parmi ses sept fils seuls les trois qui ne s'étaient pas voués à une carrière ecclésiastique hériteraient de ses biens et après eux leurs descendants mâles, à défaut les mâles de la maison de Cusance et à défaut en dernier choix les descendants, homme ou femme, de la comtesse Henriette d'Orbe. Faute d'héritiers survivants tous les biens furent donc transmis à Jean II de Neuchâtel-Montaigu son frère.
Alors que la seigneurie faisait l'objet de rudes discussions quant à la succession, le duc de Bourgogne Charles le Téméraire provoqua la guerre contre la maison d'Autriche et les cantons Suisses, les sires de Neuchâtel-Bourgogne furent entrainés dans cette guerre en raison de leur alliance avec le Duché de Bourgogne. En 1475 ils perdirent la seigneurie du Châtelot ainsi qu'Héricourt, L'Isle-sur-le-Doubs, Blamont et Clémont, l'archiduc  Sigismond d'Autriche en confia la suzeraineté à Ulrich et Henri de Ramegk mais en 1481 il consentit à la demande des sires de Neuchâtel-Bourgogne et leur rendit les seigneuries.

### La Principauté de Montbéliard
Après l'incursion des comtes alsaciens, venus disputer l'héritage, Châtelot fut remise à Guillaume de Furstemberg avec Héricourt, L'Isle-sur-le-Doubs et Clémont qui les revendit en 1525 à l'archiduc d'Autriche Ferdinand Ier du Saint-Empire pour la somme de 20 000 florins, ce dernier les rétrocéda deux ans après à Gabriel de Salamanque, comte d'Ortenbourg, grand trésorier de l'archiduc. Quelque temps plus tard ces mêmes terres seront réclamées par les ducs de Wurtemberg en raison des termes du testament cité plus haut, et bien que le comte d'Ortenbourg se réclamait de l'appui de Charles Quint les seigneuries furent rendues à Frédéric de Wurtemberg, celui-ci y apporta la religion réformée en 1562 et fit faire un serment de fidélité par ses sujets relevant de la châtellenie du Châtelot.
La seigneurie sera vendue à Nicolas de Gilley, ambassadeur de Charles Quint, seigneur de Marnoz et d'Aiglepierre. Le 29 août 1557, sur décision de justice, les terres de Belmont, d'Augerans et du Châtelot seront vendues à Jean Lallemand, chevalier, baron de Bouclans qui était secrétaire de l'archiduchesse Marguerite et de l'empereur Charles Quint mais aussi contrôleur général d'Aragon, trésorier, secrétaire d'état et ambassadeur. À sa mort il léguera ses terres de Belmont et du Châtelot à François Lallemand, l'ainé de ses fils. En 1616 ces deux seigneuries passeront à la maison de Saint-Mauris par droit de retrait féodal, elles y resteront jusqu'à la révolution de 1789, M. le prince de Saint-Mauris-Montbarrey en fut le dernier seigneur.

Il existe un barrage sur le Doubs appelé barrage du Châtelot. Localisation: 47° 06′ 03″ N, 6° 44′ 42″ E
Aujourd'hui, une division de la branche Éclaireuses et Éclaireurs unionistes de France des scouts porte ce nom.

## Sources